# Joseph Contini
Pour les articles homonymes, voir Contini.
Joseph Contini, né le 15 novembre 1827 à Milan et mort à Cannes le 21 janvier 1892, est un peintre et photographe italien naturalisé français.

## Biographie
Fils d'un négociant milanais, Joseph Camille Thomas Contini est l'élève du peintre italien Alberto Pasini. 
Il s'installe en France à Cannes, quai Saint-Pierre, où il épouse le 14 avril 1863 une jeune aixoise, Caroline Joséphine Caire née vers 1812.
Il donne des cours de dessin à son domicile : il a entre autres pour élève Adolphe Fioupou et Ginbert. 
Il expose régulièrement à Cannes et figure à l'Exposition universelle de 1878 au Champ-de-Mars à Paris. 
En 1878 il est décoré de l'ordre de la Couronne d'Italie par le roi Humbert Ier.
En 1881 il reçoit la médaille d'or de l'"Associazzione dei bene meriti Italiani"
En 1883 pour l'Exposition internationale de Nice il fait partie d'une commission pour la participation de la ville de Cannes.
Contini a pratiqué la photographie et laissé un album de 12 vues de Cannes, conservé à la Bibliothèque nationale de France. 
Le 21 janvier 1892, il décède à son domicile de Cannes, 9 rue Hoche.

## Élèves[2]
- Adolphe Fioupou né à Le Cannet 20 septembre 1824 et mort dans la même ville le 22 mars 1899 ;
- Ginbert ?, peintre et médecin.

## Œuvres en collection publique
- Cannes, musée de la Castre :
  - Point de vue sur Auribeau-sur-Siagne[4] ;
  - Panorama sur le château de la Napoule ;
  - Panorama sur le monastère fortifié de l'île Saint-Honorat.
  - Panorama de Cannes.

Peintures de Joseph Contini
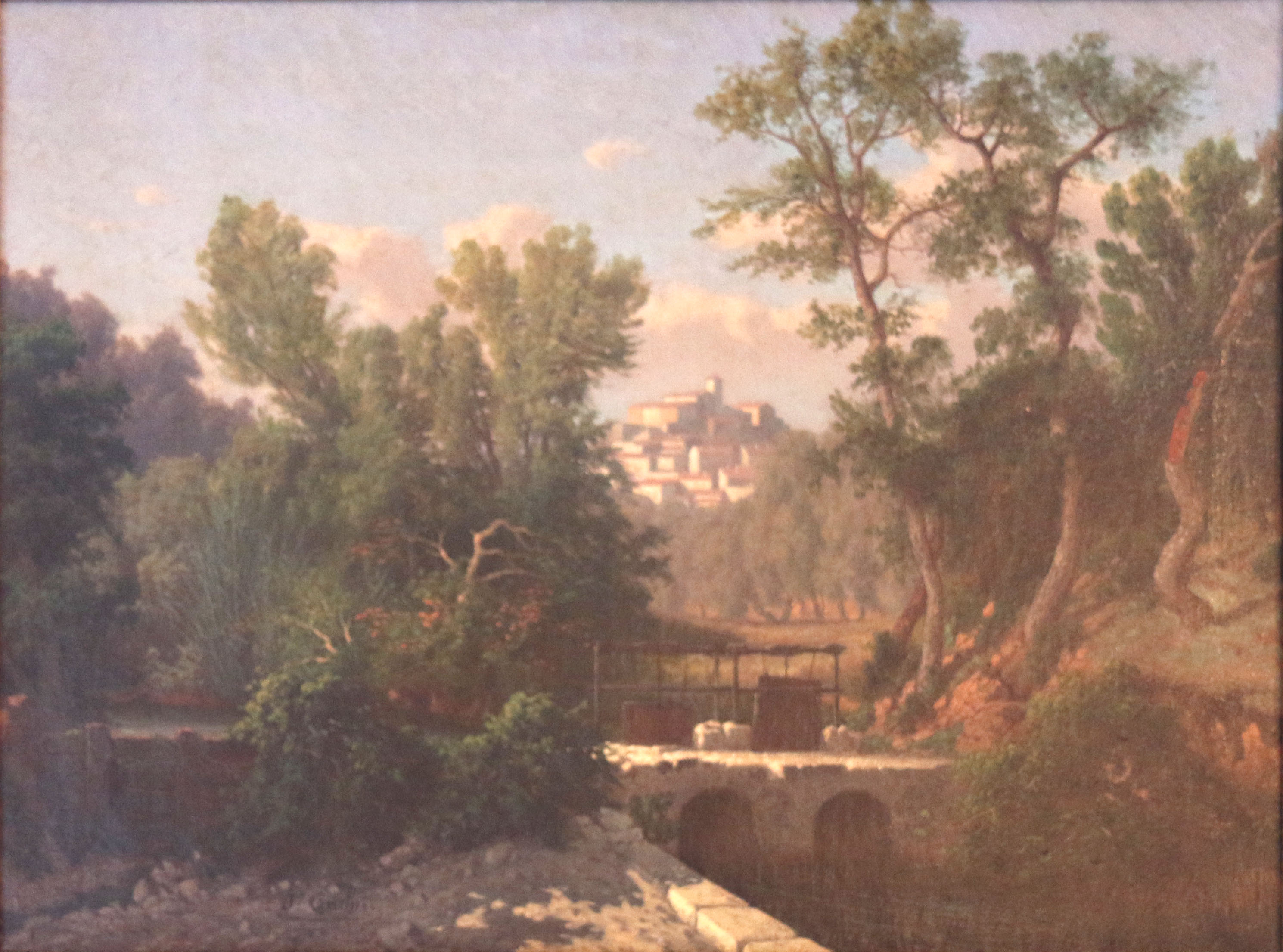
Point de vue sur Auribeau-sur-Siagne, Cannes, Musée de la Castre.
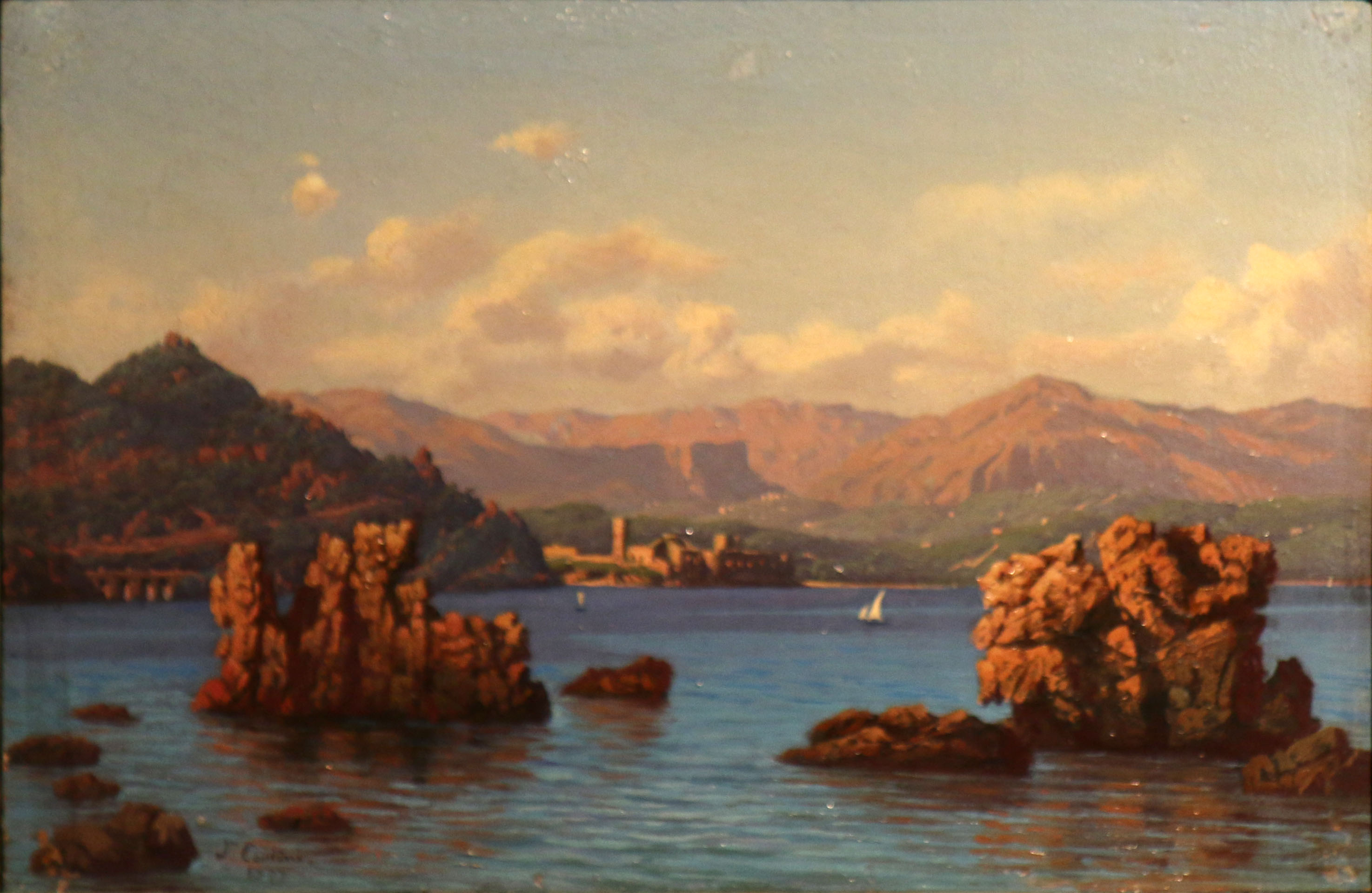
Panorama sur le château de la Napoule, Cannes, Musée de la Castre.
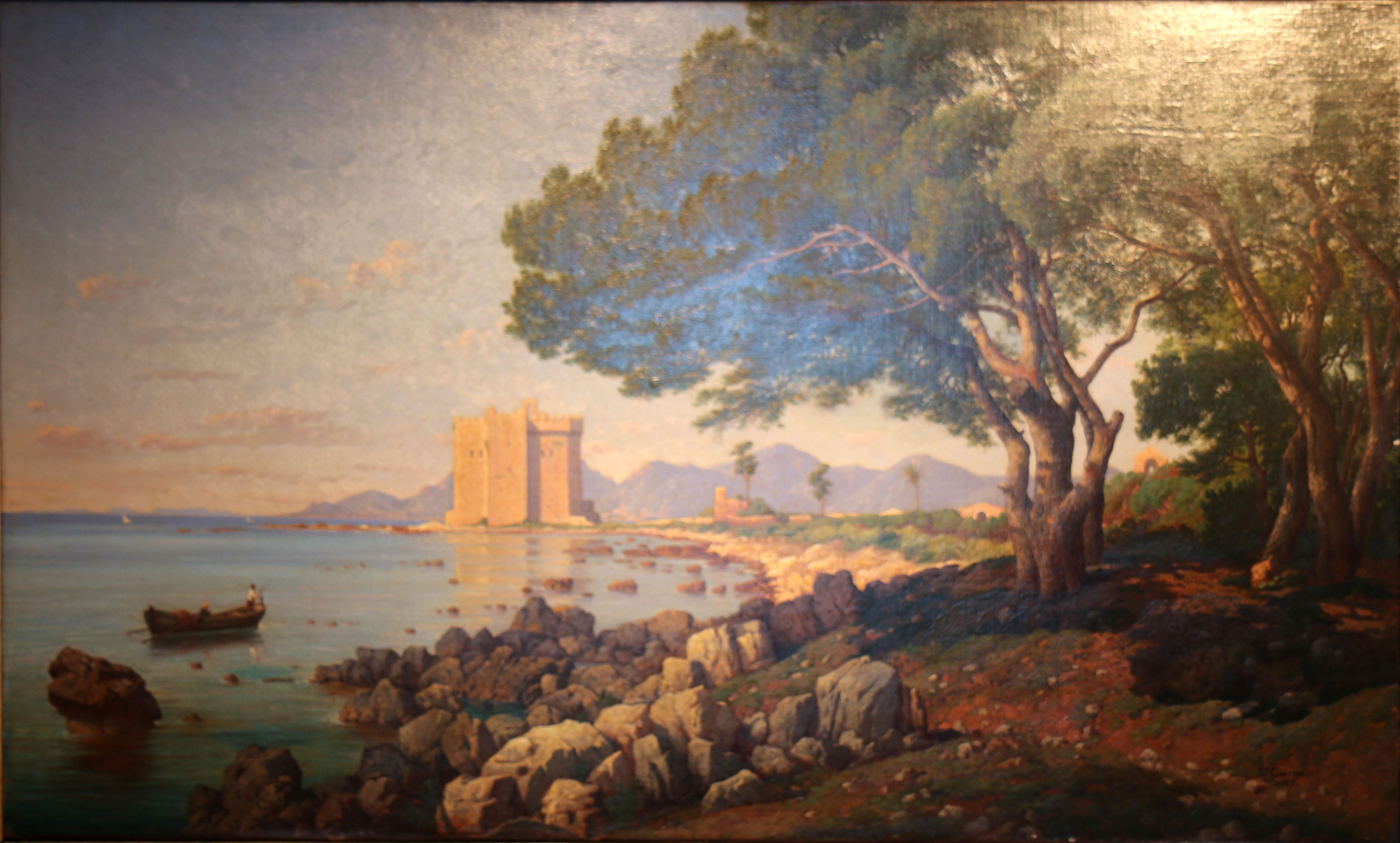
Panorama sur le monastère fortifié de l'île Saint-Honnorat, Cannes, Musée de la Castre.

- Grasse, musée d'art et d'histoire de Provence : 
  - Les Pins de la Bocca.

Peinture de Joseph Contini
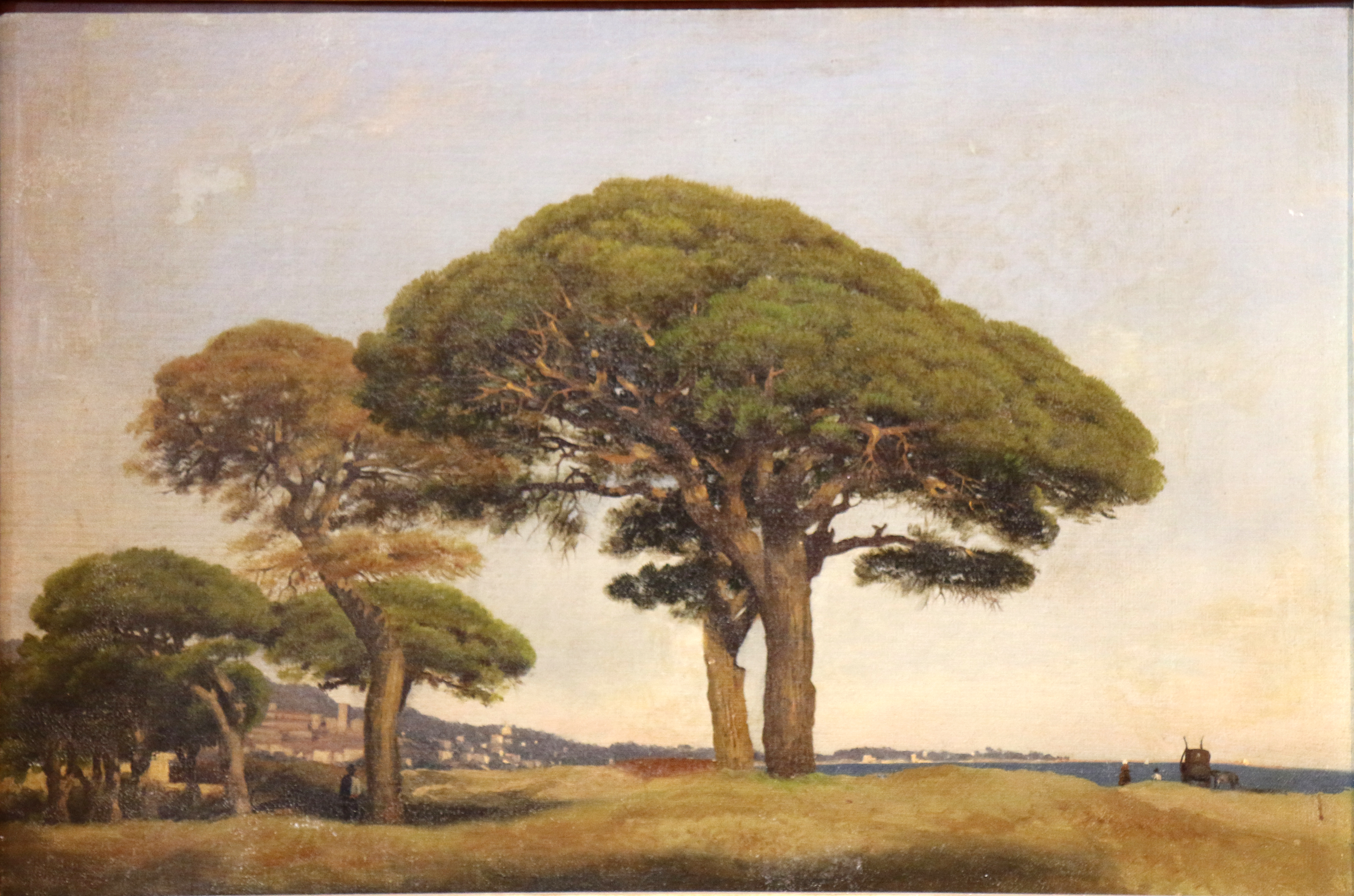
Les Pins de la Bocca, Grasse, Musée d'art et d'histoire de Provence.

## Autres œuvres connues
- Le château de La Napoule, vers 1860, huile sur toile 0.85 x 1.30 cm, S.B.D. acquise en 1972 par la ville de Cannes.

## Expositions[2]
- Cannes, 1872 :
  - "Vue d'Antibes" huile sur toile ainsi que quatre aquarelles.
- 1er mai au 31 octobre 1878 : Exposition universelle de Paris sur le Champ-de-Mars.
- 1879 : "Centenaire de Lord Brougham". tableaux exposés :
  - "L'hermitage de Saint-Cassien" ;
  - "Sous-bois de pins à Saint-Honorat" ;
  - "Vue de Monaco" ;
  - "Champ de course".